# Павлов, Аркадий Сергеевич
Арка́дий Серге́евич Па́влов (латыш. Arkādijs Pavlovs; 20 января (2 февраля) 1903, Рига — 26 сентября 1960, Рига) — латвийский футболист русского происхождения, игравший на позиции левого крайнего нападающего, игрок национальной сборной Латвии, участник летних Олимпийских игр 1924 года, пятикратный чемпион Латвии.

## Биография
Отец Аркадия Сергей Иванович Павлов в конце XIX века овдовел и, вместе с четырьмя малолетними детьми: Ольгой, Анной, Надеждой и Вячеславом, перебрался из Харькова в Ригу. Там он женился на Павле Георгиевне, урождённой Пюви, от этого брака у них и родился сын Аркадий.
Ещё будучи ребёнком Аркадий увлёкся футболом, а учась в Александровской гимназии он ещё усердней стал заниматься своим любимым видом спорта и был в числе представителей школы на футбольных соревнованиях. После начала Первой мировой войны, в 1915 году семья Аркадия была эвакуирована в Екатеринослав.

## Достижения
Ригас ФК
- Чемпион Латвии (5): 1924, 1925, 1926, 1930, 1931.
- Серебряный призёр чемпионата Латвии (4): 1927, 1928, 1929, 1933.
- Бронзовый призёр чемпионата Латвии (1): 1932.
- Обладатель Кубка Риги (2): 1924, 1925.
- Финалист Кубка Риги (1): 1930.

 «Кружок»
- Победитель Первой лиги Латвии (1): 1938.

 Сборная Латвии
- Обладатель Кубка Балтии (2): 1928, 1933.

## Статистика
| №  | Дата             | Город     | Оппонент  | Счёт | Голы Павлова | Соревнование      |
| 1  | 27 мая 1924      | Париж     | Франция   | 0:7  | —            | Олимпиада 1924    |
| 2  | 22 июня 1924     | Рига      | Турция    | 1:3  | —            | Товарищеский матч |
| 3  | 4 августа 1924   | Рига      | Финляндия | 0:2  | —            | Товарищеский матч |
| 4  | 16 августа 1924  | Каунас    | Литва     | 4:2  | —            | Товарищеский матч |
| 5  | 18 октября 1924  | Рига      | Эстония   | 2:0  | —            | Товарищеский матч |
| 6  | 9 августа 1925   | Хельсинки | Финляндия | 1:3  | —            | Товарищеский матч |
| 7  | 26 августа 1925  | Таллин    | Эстония   | 2:2  | —            | Товарищеский матч |
| 8  | 20 сентября 1925 | Рига      | Литва     | 2:2  | —            | Товарищеский матч |
| 9  | 20 июля 1926     | Рига      | Швеция    | 4:1  | 1            | Товарищеский матч |
| 10 | 12 августа 1926  | Рига      | Финляндия | 1:4  | —            | Товарищеский матч |
| 11 | 21 августа 1926  | Каунас    | Литва     | 3:2  | 2            | Товарищеский матч |
| 12 | 19 сентября 1926 | Рига      | Эстония   | 0:1  | —            | Товарищеский матч |
| 13 | 16 июня 1927     | Таллин    | Эстония   | 1:4  | —            | Товарищеский матч |
| 14 | 25 июля 1928     | Таллин    | Литва     | 3:0  | 1            | Кубок Балтии 1928 |
| 15 | 27 июля 1928     | Таллин    | Эстония   | 1:0  | —            | Кубок Балтии 1928 |
| 16 | 19 августа 1928  | Рига      | Финляндия | 2:1  | 2            | Товарищеский матч |
| 17 | 1 сентября 1928  | Каунас    | Литва     | 1:1  | —            | Товарищеский матч |
| 18 | 23 сентября 1928 | Рига      | Эстония   | 1:1  | —            | Товарищеский матч |
| 19 | 28 июля 1929     | Мальмё    | Швеция    | 0:10 | —            | Товарищеский матч |
| 20 | 14 августа 1929  | Рига      | Литва     | 3:1  | —            | Кубок Балтии 1929 |
| 21 | 16 августа 1929  | Рига      | Эстония   | 2:2  | 1            | Кубок Балтии 1929 |
| 22 | 18 сентября 1929 | Таллин    | Эстония   | 1:4  | —            | Товарищеский матч |
| 23 | 22 июля 1930     | Рига      | Швеция    | 0:5  | —            | Товарищеский матч |
| 24 | 4 августа 1930   | Рига      | Финляндия | 3:0  | 1            | Товарищеский матч |
| 25 | 16 августа 1930  | Каунас    | Эстония   | 3:2  | —            | Кубок Балтии 1930 |
| 26 | 17 августа 1930  | Каунас    | Литва     | 3:3  | 1            | Кубок Балтии 1930 |
| 27 | 26 октября 1930  | Варшава   | Польша    | 0:6  | —            | Товарищеский матч |
| 28 | 28 мая 1931      | Рига      | Эстония   | 0:1  | —            | Товарищеский матч |
| 29 | 26 июля 1931     | Вестерос  | Швеция    | 0:6  | —            | Товарищеский матч |
| 30 | 19 августа 1931  | Хельсинки | Финляндия | 0:4  | —            | Товарищеский матч |
| 31 | 27 сентября 1931 | Рига      | Эстония   | 2:1  | —            | Товарищеский матч |
| 32 | 1 июня 1932      | Таллин    | Эстония   | 0:3  | —            | Товарищеский матч |
| 33 | 29 июня 1932     | Каунас    | Литва     | 3:2  | —            | Товарищеский матч |
| 34 | 13 июля 1932     | Рига      | Швеция    | 0:0  | —            | Товарищеский матч |
| 35 | 2 октября 1932   | Варшава   | Польша    | 1:2  | —            | Товарищеский матч |
| 36 | 3 сентября 1933  | Каунас    | Эстония   | 1:0  | —            | Кубок Балтии 1933 |
| 37 | 4 сентября 1933  | Каунас    | Литва     | 2:2  | —            | Кубок Балтии 1933 |

Итого: 37 матчей / 9 голов; 13 побед, 8 ничьих, 16 поражений.